# Siembra directa

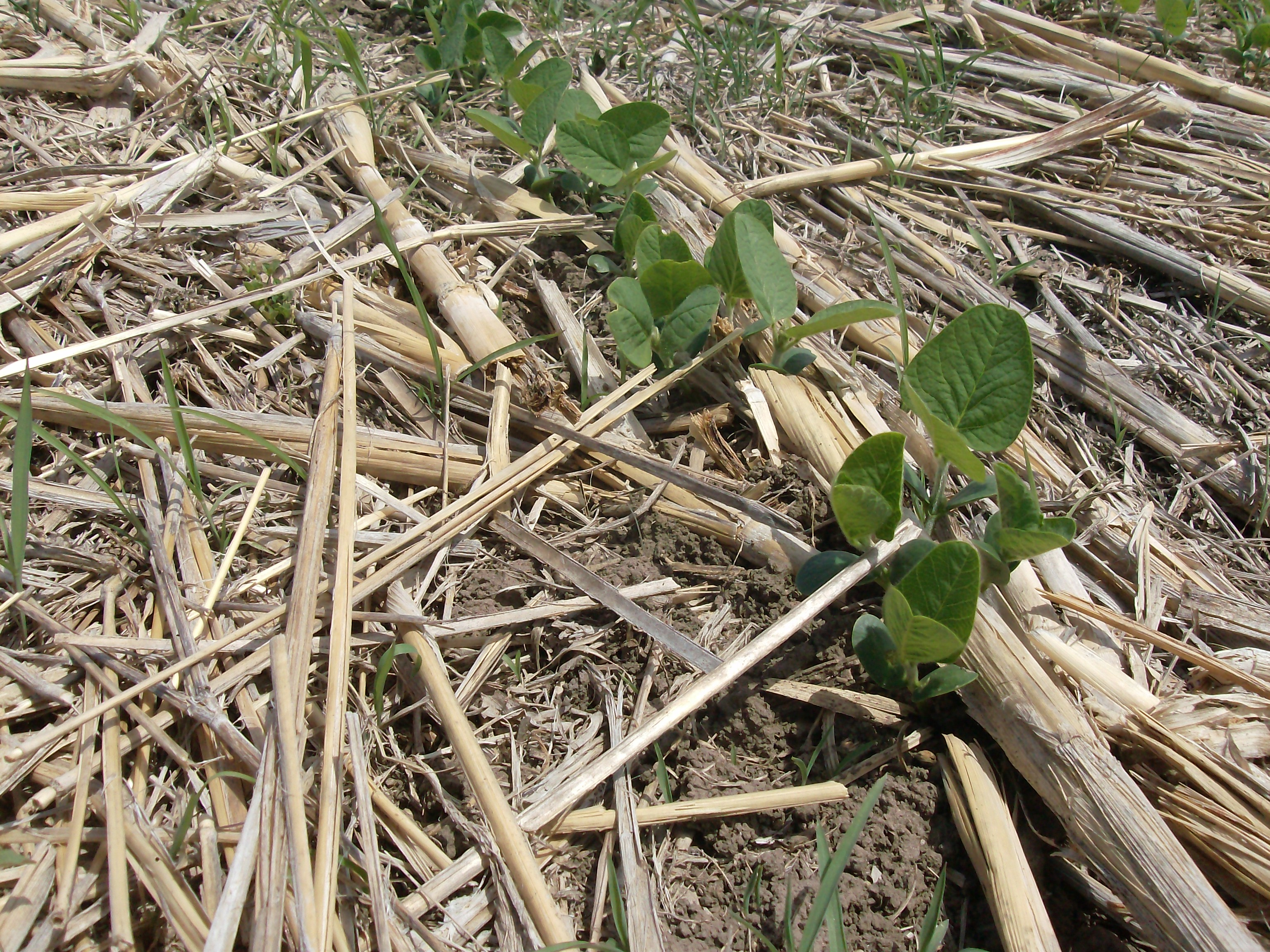
Cultivo de Soja sembrado bajo siembra Directa sobre un rastrojo de Sorgo Granífero.

La siembra directa, labranza de conservación, labranza cero, o siembra directa sobre rastrojo es una técnica de cultivo sin arado, con lo que se evita la alteración del suelo. La labranza cero sin arado incrementa la cantidad de agua que se infiltra en el suelo, aumenta la retención de materia orgánica y la conservación de nutrientes en el suelo. En muchas regiones agrícolas evita la erosión del suelo y previene organismos causantes de plagas, ya que se mantiene el equilibrio ecológico del suelo debido a que también se protegen los organismos que contrarrestan las enfermedades. El beneficio más importante de la siembra directa es la preservación de las características físicas, químicas y biológicas del suelo, haciendo que los suelos adquieran más resiliencia.

## Historia
Si bien la siembra directa es una tecnología desarrollada a fines del siglo XX y difundida desde comienzos del XXI, su origen es mucho más antiguo. Ya en Sumeria se utilizaba en el tercer milenio antes de Cristo un “arado-sembradora” que a la par de poseer una reja que abría el surco, contaba con una especie de embudo por el cual se vertía la semilla. En Sudamérica, en la época incaica usaban el “palo sembrador” con el cual se hacía un pequeño hoyo en el suelo en el cual vertían la semilla.
Durante la década de 1930, en especial de 1932 a 1939, el centro oeste de Estados Unidos sufrió prolongadas sequías que provocaron una persistente e intensa erosión eólica, con desastrosas tormentas de polvo, especialmente en el denominado Dust Bowl. Este desastre ecológico fue creando conciencia sobre los problemas ambientales en Estados Unidos. En 1943, Edward H. Faulkner (1886-1964), un exagente de extensión de Kentucky y Ohio, publicó Plowman’s folly (La insensatez del labrador), un libro herético para las ciencias agrarias de la época. Al comienzo de su primer capítulo resume su doctrina sosteniendo que el arado de reja y vertedera “… es el implemento menos satisfactorio en la preparación del suelo para la producción de los cultivos” y aboga por la labranza mínima y la incorporación de materia orgánica al suelo. Esta obra y los libros y trabajos de otros autores heterodoxos llevaron poco a poco a replantear el rol de la labranza en agricultura. Y con ello estimularon la investigación y experimentación de la siembra directa, que tuvo sus comienzos, tímidos y esporádicos, durante la década de 1960 en Estados Unidos.
En Argentina, uno de los países donde más se ha extendido la siembra directa, los primeros ensayos fueros realizados a comienzos de los años 60 por Marcelo Fagioli (n. en 1929) en Pergamino; los resultados fueron publicados recién en 1974. pero eran conocidos por otros profesionales, entre ellos Carlos Senigagliesi (n. 1946) que luego se integró a un equipo de la experimental de Marcos Juárez que avanzó en el tema.
Al principio, la difusión de la nueva tecnología tropezó con varios problemas. El primero fue el control de las malezas, pues los herbicidas químicos de la época aún no las dominaban adecuadamente. Recién con la difusión del glifosato y la soja RR, inmune a este, se logró superar el problema en su cultivo. El segundo problema fueron las sembradoras. Las convencionales estaban construidas para sembrar sobre una “cama de siembra” resultante de una labranza primaria y varias secundarias que dejaban un suelo libre de restos vegetales, refinado, suelto y mullido. La sembradora de siembra directa, en cambio, debe trabajar sobre un rastrojo, a veces muy abundante como el de maíz, un suelo sin labrar y generalmente desparejo. Esto implica máquinas más complejas, robustas y pesadas, y por consiguiente una mayor inversión para el productor. Un tercer problema fue convencer a agricultores y profesionales de la factibilidad y las ventajas de la siembra directa. La imprescindible necesidad de una labranza adecuada y una cama de siembra apropiada para el normal desarrollo de un cultivo era un dogma milenario. A ello agrega Senigagliesi que “no solo los productores son reacios a las innovaciones y a los cambios. Los técnicos también solemos tener esas actitudes y somos más difíciles de convencer”. Poco a poco, estas dificultades se fueron superando permitiendo la expansión de la siembra directa.

## Beneficios
La siembra directa ofrece múltiples ventajas:
- Conservación del suelo: Al no arar, se reduce significativamente la erosión hídrica y eólica.[5]

- Retención de humedad: La cobertura del suelo con residuos de cultivos anteriores ayuda a mantener la humedad, beneficiando el desarrollo de las plantas.[5]

- Reducción de costos: Disminuye el uso de maquinaria y combustible, lo que se traduce en menores gastos operativos.[6]

- Mejora de la fertilidad: Favorece la actividad biológica del suelo y la retención de nutrientes.[7]

Mediante la siembra tradicional, la productividad de los suelos suele bajar de manera importante debido a la reducción de la materia orgánica, producto del laboreo excesivo del suelo. Al arar el suelo, se produce una modificación de su atmósfera interior al ingresar O2 de la atmósfera externa, que aumenta los procesos oxidativos de la materia orgánica y libera CO2 (gas de efecto invernadero) a la atmósfera. Esa pérdida de materia orgánica libera una gran cantidad de nutrientes, lo que aumenta la fertilidad inmediata del suelo. El arado año tras año hace disminuir la densidad aparente del suelo y por tanto la resistencia a la penetración de la capa arable, liberando cada vez más los nutrientes propios del suelo. Al cabo de varios años el suelo ya no tiene más materia orgánica y la producción agrícola disminuye, lo que suele obligar a los agricultores a usar fertilizantes químicos, a dejarla en barbecho o a abandonar la tierra. 
Por su parte la siembra directa permite acumular rastrojos en el suelo año tras año que contribuyen al cuidado del suelo a través del incremento de la capa superficial de materia orgánica, mejoras en la permeabilidad y el aireamiento y reducción de la erosión del suelo. La labranza cero es una respuesta a la caída del contenido de materia orgánica en suelos agrícolas sometidos a labranza convencional. El objetivo es remover lo menos posible el suelo, disminuir los ciclos de oxigenación intensos de la materia orgánica y, por ese medio, evitar la destrucción de la misma.
El arado ha sido utilizado a lo largo de la historia para remover y preparar los suelos para la siembra y así también eliminar malezas, o plantas indeseables. Sin embargo, luego de la implantación de los cultivos, las malezas vuelven a emerger y a competir con ellos por luz, agua y nutrientes. Ello obliga a recurrir a la aplicación de más labranzas para eliminar malezas mecánicamente entre líneas de siembra o bien a través del uso de fitosanitarios. El problema con las labranzas es que incrementan la erosión de los suelos hasta dejarlos irrecuperables en muchos casos. En los sistemas de siembra directa, las malezas requieren ser eliminadas por medios biológicos mediante la utilización de ganado herbívoro (ovejas, vacas). Asimismo, algunos agricultores optan por controlar las malezas con fitosanitarios, aunque en estos casos precisan de un uso racional bajo las premisas del Manejo integrado de plagas, Malezas y Enfermedades (MIP) de los cultivos. Por otro lado, también exige aportes extras de nitrógeno, mediante la introducción de cultivos de servicios ambientales leguminosos que fijan nitrógeno mediante la simbiosis con bacterias del género Bradyrhizobium.  
En Argentina, país referente en la aplicación de la Siembra Directa, la labranza cero comenzó a utilizarse en el centro de la Región Pampeana en la década de 1980 como respuesta al control de la erosión hídrica y eólica, especialmente en los suelos arenosos expuestos al viento y en aquellos casos donde las pendientes exponen a los suelos a la acción del agua de lluvia y al escurrimiento o escorrentía superficial. Posteriormente continuó un proceso de expansión del área en Siembra Directa hasta ocupar la mayor parte del área agrícola argentina.
Por último, en ciertas zonas húmedas, se utiliza esta tecnología porque permite acceder a los suelos anegadizos poco después de lluvias, en períodos en que, después de haber sido arados, resultarían lodazales, en que las máquinas no lograrían desplazarse. En casos extremos, la labranza cero ha llegado a regenerar suelos erosionados.
Investigaciones realizadas en Argentina permitieron conocer y cuantificar los siguientes beneficios
- Reduce la erosión de los suelos en más del 90%
- Reduce la evaporación del agua en una 70% y mejora su eficiencia de uso
- Reduce en más del 60% el uso de combustibles fósiles, con una reducción importante en la emisión de gases de efecto invernadero
- Favorece el secuestro de carbono en el suelo y mejora la fertilidad química, física y biológica.
- Promueve una mayor biodiversidad y actividad biológica
- Incrementa el ciclaje de nutrientes
- Reduce los costos operativos y las horas de trabajo, hecho que permite utilizar ese tiempo en mejorar las planificaciones y las estrategias productivas

Desventajas
A pesar de sus beneficios, la siembra directa también presenta algunos desafíos:
- Dependencia de herbicidas: Al no remover el suelo, es común el uso de herbicidas para el control de malezas, lo que puede generar resistencias si no se maneja adecuadamente.[6]

- Inversión inicial: Requiere maquinaria especializada, lo que puede representar una barrera económica para algunos productores.[7]

- Adaptación técnica: Es necesario un conocimiento técnico adecuado para implementar correctamente esta técnica y maximizar sus beneficios.[7]

## Recomendaciones
Previo a la siembra directa y cuando ya se ha decidido trabajar en labranza cero, se recomienda diagnosticar capas densas para así tratarlas adecuadamente con cultivos de cobertura o de servicios ecosistémicos con el propósito de romper estratos endurecidos del perfil del suelo. En estos casos funcionan especialmente bien especies del género Brassica cuyo sistema radicular ayuda a romper las capas compactadas mediante acción mecánica natural y estructurante de los suelos. Existe suficiente evidencia empírica y científica acerca de que las brasicáceas, tales como radish (Raphanus raphanistrum) cuando se utilizan en forma consociada con otras especies vegetales leguminosas como Vicia villosa y gramíneas (centeno, Secale cereale, avena y/o triticale), amplían el impacto benéfico de los cultivos de servicios ecosistémicos permitiendo fijar nitrógeno biológico en el suelo e incrementado el secuestro de carbono atmosférico. Estos efectos se multiplican además por efecto de la no remoción del suelo (Siembra Directa) debido a que reduce drásticamente la oxidación de la materia orgánica del suelo y de esta manera es posible almacenar carbono atmosférico en los mismos, hecho que aporta a la mitigación del cambio climático

## Difusión en el mundo
En el mundo, los países que tienen las mayores superficies de cultivo en labranza cero son: Argentina, Uruguay, Brasil, Estados Unidos de América, Australia y Paraguay.[cita requerida]
En Estados Unidos, la labranza cero gasta cerca de un 45% menos de los requerimientos energéticos (combustibles) utilizados para labores de precosecha en comparación con los sistemas de labranza tradicional.
En Argentina, en la campaña 2018/19 el 90 % de la superficie de cereales y oleaginosas fue cultivada mediante siembra directa, que representan algo más de 33 millones de hectáreas.
En España este método ha sido estudiado por varias autoridades agrícolas.
En Australia más del 85% del área agrícola extensiva se realiza en siembra directa y constituye una técnica fundamental para el uso más eficiente del agua de lluvia.

### Experiencia en Chile
Chile cuenta con alrededor de 400.000 ha de trigo, de las cuales el 50% está bajo sistema de labranza cero; y se encuentran entre la VIII y la IX región, especialmente en suelos Trumaos (volcánicos) de la precordillera y suelos rojo arcillosos de origen granítico de la cordillera de la costa.
Los agricultores chilenos están adoptando la labranza cero fundamentalmente porque mejoran su oportunidad de siembra y bajan sus costos, por la reducción de uso de maquinaria. La oportunidad de siembra se da porque al mantenerse el rastrojo en el suelo, este se mantiene firme, por lo que permite sembrar en menor tiempo después de una lluvia, situación que en labranza tradicional no es posible. Se puede sembrar una mayor superficie de suelo en un menor período de tiempo.
La secuencia de cultivo que se aplica en labranza cero, en la zona central de riego, es: trigo – maíz; en el secano costero es: trigo – garbanzo y en la VIII región: raps – trigo – lupino.
El monocultivo de trigo, a pesar de ser el trigo un cultivo que otorga buenos dividendos, no se utiliza por problemas fitosanitarios provocados especialmente por hongos que completan su ciclo de vida en el rastrojo, entre los que se puede citar el Mal del pie cuyo agente causal es Gaeumannomyces graminis var. tritici. 
- Lupino: especie leguminosa utilizada en alimentación de ganado, ave y salmón. Es cultivo de invierno, cuya mayor superficie de cultivo (90%) se encuentra en la IX región. Los tipos de lupino cultivado en Chile corresponden al lupino hoja angosta o australiano (angustifolio) y el albo o blanco (albus).
- Raps: especie Brassicaceae, oleaginosa, importante por la extracción de aceite y actualmente para la alimentación animal (pavo, cerdo, pollos). La superficie sembrada de raps a través del tiempo ha tenido altos y bajos, de haber llegado a 35.000 ha, bajó bruscamente a 5.000 para encontrarse actualmente con unas 15.000 ha.

## Ventajas del rastrojo
El rastrojo es la biomasa aérea de los cultivos anuales que no es cosechada y queda en el campo como residuo después de la cosecha. Este aporta materia orgánica al suelo, secuestra carbono, brinda cobertura para reducir la erosión hídrica y eólica o puede ser usado para pastoreo por el ganado.[cita requerida]